# Smålandsfarvandet
Smålandsfarvandet, også kaldet Smålandshavet, er farvandet mellem Sjælland, Lolland, Falster og Møn. Det forbinder Store Bælt med Østersøen.
Smålandsfarvandets brede, åbne bugt inklusive Karrebæksminde Bugt er 908 km2 stor; bugtens sydlige del med Sakskøbing Fjord 249 km2. Det har et samlet opland på 3.445 km2. Her bor der omkring 335.000 mennesker. Vanddybden er på omkring 10 meter, ved Venegrunde og Kirkegrund kun 6 meter. Overfladevandets saltholdighed aftager med 6 til 8 PSU fra vest mod øst.

## Afgrænsning
Den klassiske definition stammer fra standardværket Den danske Lods. Smålandsfarvandets grænse mod Store Bælt er en linje fra Korsør over øerne Agersø og Omø til Onsevig på Lolland. Grænsen mod Østersøen er ud for Bøgestrøm en linje fra Jungshoved uden om Ægholm Sand til Ulvshale, ud for Grønsund en linje uden om barren Tolken og ud for Guldborg Sund en linje fra Flinthorne Rev til Skelby.
Fra Store Bælt har Smålandshavet tre vandveje: Agersø Sund mellem Sjælland og Agersø, Omø Sund mellem Agersø og Omø og renden mellem Omø Stålgrunde og Lollands nordkyst. En fjerde, mindre passage findes mellem Omø Tofte og Omø Stålgrunde. Fra østsiden har den centrale bugt ligeledes tre hovedløb: Bøgestrømmen mellem Sjælland og Nyord, Grønsund mellem Møn og Falster samt Guldborg Sund mellem Falster og Lolland. Under rolige vindforhold skifter vandstrømningen i Storstrømmen retning i takt med tidevandet. Højvandet løber ind vestfra, lavvandet østfra.
Smålandsfarvandet er generelt opdelt i en vestlig og en østlig del langs meridianen 11° 50' Ø.

### Bugter, nor og fjorde
Med uret: Skælskør Nor, Basnæs Nor, Holsteinsborg Nor, Bisserup Red, Karrebæksminde Bugt, Karrebæk Fjord, Dybsø Fjord, Avnø Fjord, Masnedsund, Færgestrøm, Storstrømmen, Ulvsund, Stege Bugt, Sortsø Gab, Vålse Vig, Hjelms Rende, Tårs Vig, Sakskøbing Fjord, Lindholm Dyb, Femø Sund, Rågø Sund.

### Øer og holme
Yderligere øer og holme (højre om): Agersø, Omø, Glænø, Enø, Gavnø, Dybsø, Avnø Røn, Masnedø, Farø, Bogø, Tærø, Langø, Lindholm, Tyreholm, Nyord, Degneholm, Ægholm, Dyrefod, Suderø, Hjem Ø, Kalvø, Kejlsø, Barholme, Vigsø, Askø og Lilleø, Havneø, Lindholm, Femø, Fejø, Skalø, Rågø, Rågø Kalv, Vejrø.

## Kartografi og navngivelse
De europæiske kartografer havde indtil anden halvdel af 1600-tallet kun ringe viden om farvandets nøjagtige kystlinie.
Cornelis Anthoniszoon (ca. 1560), Gerard Mercator (1595) og Joan Blaeu (1623/45) tegnede bugten som en smal forlængelse af Guldborg Sund og Grønsund. Også Robert Dudleys Dell'Arcano del Mare (1646), den første verdensomfattende søatlas, bragte endnu en gang kun ret upræcise søkort over de danske farvande af Lucas Janszoon Waghenaer (1580'erne).
Derfor og på grund af Hollands ubestridte førerposition inden for søkartografien var farvandet kendt under navnet Golbersond, det vil sige Guldborg Sund.
Johannes Janssonius var den første, som i 1647 fremstillede den karakteristiske åbne bugt, tegnet efter skitser af Hans Lauremberg. Samtidigt gjorde Johannes Mejer (1650) store fremskridt. Men navnet Golbersond hænger ved – eller erstattes med de groene sont (Grønsund) i Abraham Ortelius' atlas Theatrum Orbis Terrarum (1584).
Den afgørende forbedring følger med den Ny søkort over sund og bælterne (1777) af Christian Carl Lous. Han kunne støtte sig til nye geodætiske opmålinger, som Thomas Bugge havde udført på Danmarks store øer. Poul de Løvenørn (fra 1784 direktør for Søkortarkivet) stod for de første moderne søopmålinger, som blev afbrudt af Napoleonskrigene i 1807. Danmark hemmeligholdt resultaterne for ikke at lække krigsvigtige oplysninger til England.
I første halvdel af 1900-tallet konkurrerede forskellige navne med hinanden: Smålandshavet, Vordingborg Bugt og Søen mellem Smaalandene. Denne betegnelse fandtes eksempelvis på danske skolekort indtil 1930'erne. "Smålandene" eller "de små landsdele" var allerede i middelalderen et udtryk for Langeland, Lolland, Falster og Møn. Smålandshavet og Smålandsfarvandet kom i brug i begyndelsen af 1900-tallet. Mens Smålandshavet var mest udbredt indtil 1970'erne, er Smålandsfarvandet siden hen blevet standardbetegnelsen, om end Smålandshavet stadig bruges på Lolland-Falster.

## Geologi og forhistorie
Weichsel-istidens sidste fremstød skete for 13-14.000 år siden og trængte frem fra sydøst i nordvestlig retning. Gletsjeren efterlod randmorænen Knudshoved Odde – Venegrunde – Omø Stålgrunde. Denne moræne deler havbunden i en nordlig og en sydlig del.
For 8.000 år siden udgjorde Danmark landforbindelsen mellem Centraleuropa og Fennoskandinavien. Østersøen var et indhav (Ancylussøen). De store floder der løb nordpå har præget bælthavets topografi ved at skabe floddalerne Femern Bælt – Store Bælt, Guldborg Sund – Smålandsbugten – Store Bælt og Hohwacht – Lillebælt – Samsø Bælt. I det vestlige Smålandsfarvand findes stadigvæk to render med en dybde på op til 40 meter. Den stærke vandstrømning menes at være årsag til, at de ikke blev fyldt med sedimenter sidenhen. Gennem renderne kan bundvandet trænge ind i bugten vestfra, mens der kun tilstrømmer overfladevand østfra gennem Guldborg Sund og Grønsund.
Da isen smeltede, steg havniveauet kraftigt. Kysterne blev foretrukne bopladser for Ertebøllekulturens jægere og samlere. Fra denne periode stammer rige arkæologiske fund, fx ved øen Askø. I 2014 fandt marinarkæologer fra Vikingeskibsmuseet en stenalderboplads, en stammebåd og mere end 20.000 stykker flint. Stammebåden blev brugt til fiskefangst og sejlads fra ø til ø.
Allerede i 1956 havde Nationalmuseets forskere fundet en stenalderboplads i 4-5 meters dybde ved Argusgrunden. Dengang var den marinarkæologiske undersøgelse endnu ikke mulig, først i 1984 kunne man gå i gang. Forskerne fandt ved deres undersøgelser et velbevaret ildsted og knogler fra mindst fire grave.

## Natur
Smålandsfarvandets øhav og nor byder på gode raste- og yngleområder for vandfugle, især digesvale, edderfugl, spidsand, havterne, fjordterne, dværgterne, grågås og klyde. Knopsvanen yngler her i kolonier. I juli fælder knopsvanen de store håndsvingfjer på en gang: I en god måneds tid herefter er svanerne ikke i stand til at flyve. Derfor samles fuglene på store, fælles fældepladser i de lavvandede kystlaguner. Om vinteren får de selskab af strejffugle fra både Nordeuropa, Baltikum og Tyskland, fordi bugten sjældent fryser til om vinteren.
Marsvinet kan oftest ses i bugtens vestlige del, især ved Agersø og Omø.
Store dele af Smålandsfarvandet er naturbeskyttelsesområde for sæler. Den danske stat har indrettet tre Natura 2000-områder: Nr. 169 (havet og kysten mellem Karrebæk Fjord og Knudshoved Odde), nr. 170 (Kirkegrund) og nr. 173 (Smålandsfarvandet nord for Lolland; Guldborgsund; Bøtø Nor; Hyllekrog-Rødsand).
Der er forholdsvis sjældent registreret større iltsvind i bundvandet. I meget varme somre har der dog været registreret kritisk lave iltniveauer, eksempelvis i 2002 og 2010.

## Økonomisk betydning
Tidligere foregik især fangst af rødspætter. Men fiskebestanden gik stærkt tilbage i 1980'erne, og fangsten er med tiden forskudt til Store Bælt. Den invasive art sortmundet kutling har bredt sig i østersøen siden 1990 og fanges nu ved Bornholm og i Smålandsfarvandet ved Lolland, især i Guldborg Sund.
I sommeren 2013 indførte Fødevareministeriet et stop for bundtrawl i en beskyttelseszone omkring visse rev og flak i Smålandsfarvandet. Den nye lovgivning er en del af en landsdækkende indsats for at sikre fuld beskyttelse af rev i danske farvande. Lovgivningen er en del af Danmarks forpligtelser i EU-samarbejdet. Ud over områderne i Smålandsfarvandet omfatter de nye love havbundsområder i Langelandsbælt, Hjelm Bugt og Aarhus Bugt. Alle beskyttelseszonerne er på 240 meter, og den nye lovgivning trådte i kraft med virkning fra 1. september 2013. Danmarks Fiskeriforening har udtrykt en vis bekymring for de nye regler, bortset fra fredningerne af Mejlflak i Aarhus Bugten.
Da Vindmølleparken Vindeby Havmøllepark blev opført i 1991, var den verdens første havmøllepark. I 2008 blev bølgemaskinen Poseidon 37 søsat her. Hvis planerne godkendes, skal der rejses en anden havmøllepark ved Omø Stålgrunde mellem Omø og Vejrø. Opførelsen skal være afsluttet i 2020.